# Arawacus amelia
Arawacus amelia är en fjärilsart som beskrevs av Herbst 1804. Arawacus amelia ingår i släktet Arawacus och familjen juvelvingar. Inga underarter finns listade i Catalogue of Life.